# ریبنیتسه (صربستان)
ریبنیتسه (به صربی: Ribnice) یک منطقهٔ مسکونی در صربستان است که در ناحیه پچینیا واقع شده‌است. ریبنیتسه ۴۷۱ نفر جمعیت دارد.